# Partizanskij rajon (Territorio di Krasnojarsk)
Il Partizanskij rajon è un rajon (distretto) del kraj di Krasnojarsk, nella Russia siberiana centrale; il capoluogo è il villaggio (selo) di Partizanskoe.